# Bibimys torresi
Bibimys torresi is een zoogdier uit de familie van de Cricetidae. De wetenschappelijke naam van de soort werd voor het eerst geldig gepubliceerd door Massoia in 1979.

## Voorkomen
De soort komt voor in het noordoosten van Argentinië.